# Abalroamento

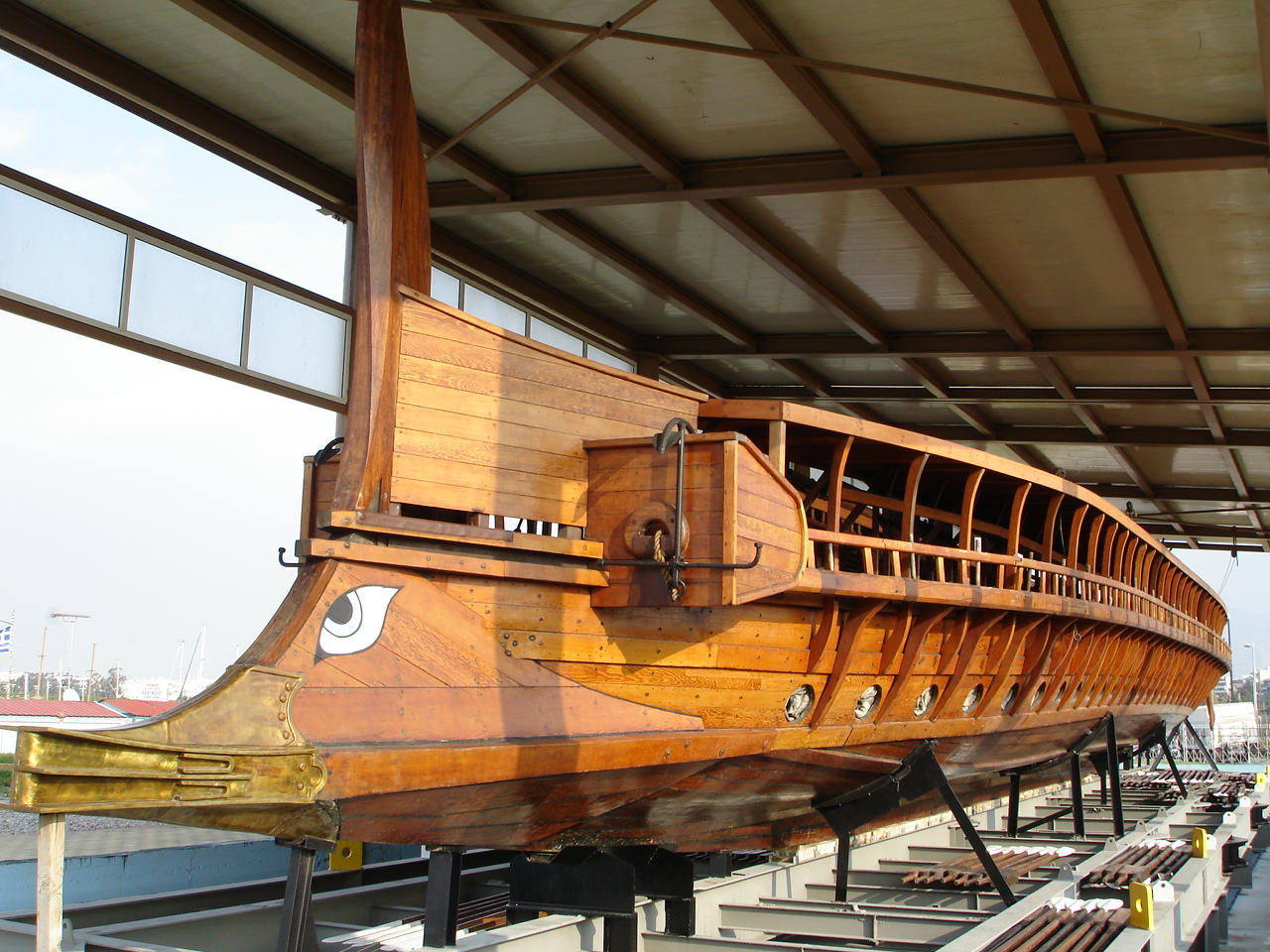
Esporão do Olympias, uma reconstrução de uma trirreme ateniana.

Abalroamento é o termo náutico que significa choque entre embarcações em movimento.

## Tática Militar
No contexto militar, o abalroamento é uma técnica que consiste em atingir um alvo colidindo com ele, usada tanto no combate aéreo como no terrestre e no naval.
Já em 750 a.C. a principal força de ataque do exército assírio eram as bigas, cuja missão era forçar o seu caminho através das fileiras da infantaria inimiga. Como armas de cerco, os assírios usavam aríetes. Os chineses usavam o esporão nos seus navios de guerra desde o Período das Primaveras e Outonos (722 a.C.-481 a.C.), e os gregos também usavam as suas trirremes para abalroar os navios inimigos.
No combate aéreo, o abalroamento é uma táctica de último recurso, que foi usada no passado quando tudo o resto falhava. O piloto utilizava o seu avião como um aríete, ou podia tentar destruir os controlos do avião inimigo usando a hélice ou as asas para cortar a sua cauda ou asas. O abalroamento ocorria quando um piloto ficava sem munição mas ainda queria destruir um inimigo, ou quando o seu avião havia sido danificado para além do recuperável. A maioria dos abalroamentos ocorria quando o avião do atacante era económica, estratégica ou tacticamente menos valioso que o do inimigo, como no caso de pilotos pilotando aviões obsoletos contra outros superiores, ou por aviões monomotores contra bombardeiros com vários motores. Defensores usavam esta táctica mais vezes que invasores.